# Michael Leader
Michael Leader (12 septembrie 1938 - 22 august 2016) a fost un actor englez, de origine evreu-rus, cunoscut pentru rolurile sale în programele de televiziune britanice, în special în telenovela EastEnders și pentru un rol minor în filmul Star Wars din 1977.

## Viață
Leader s-a născut în Hackney, Londra, în 1938. A fost fiul liderului formației de jazz Harry Leader.
Michael a fost căsătorit cu o olandeză și a devenit tatăl unei fiice în 1975, și fiul ei este jurnalist sportiv și scriitor. 
În timpul liber, îi plăcea să fie în jur în Leyton Orient F.C. Stadium, deoarece era fan al echipei.

## Carieră
Leader a avut mai multe părți minore și a apărut ca un extra într-o serie de programe de televiziune.
Apariția sa de debut în film a fost un rol minor ca un Stormtrooper imperial în filmul original Star Wars (1977). Deși doar pe ecran timp de câteva secunde, apariția Liderului a atras un interes deosebit pentru cultura fanilor Star Wars, deoarece el a pretins că este agentul de furtună care își bate capul cu cască pe un cadru de ușă într-o scenă de la bordul Stelei Morții. Acesta a fost un blooper care a fost trecut cu vederea în timpul editării și a rămas parte din film de atunci. O revendicare rivală a părții „stânjenitorului stângace” a fost făcută de colegul său actor Laurie Goode, care a declarat că el a fost cel care și-a lovit capul în scenă, nu Leader.
Rolul cel mai substanțial al Leader a fost un rol recurent în rolul lui Michael, lăpterul din telenovela BBC EastEnders, rol pe care l-a jucat de la primul episod din 1985. Rolul nu a fost un rol de vorbire până la episodul din Ajunul Crăciunului din 1991, când Frank Butcher, Mike Reid (actor) îl invită la pensiune la o băutură. Michael spune „Este puțin devreme” și, după aceasta, are un dialog mic cu Frank.
Leader a avut, de asemenea, apariții minore în programele de televiziune Doctor Who, Red Dwarf și Keeping Up Appearences.
Liderul a murit la 22 august 2016.

## Filmografie

### Ca actor
| Year      | Title                  | Role                                        | Notes |
| --------- | ---------------------- | ------------------------------------------- | --- |
| 1977      | Star Wars              | Stormtrooper                                | Film, Necreditat                                                                                                  |
| 1980      | Blake's 7              | Rebel / Tehnician                           | 2 episoade, Necreditat                                                                                            |
| 1980–1983 | Doctor Who             | Soldat / Mutant / Terileptil / Pangol Clone | "The Leisure Hive" (1980); "The Visitation" (1982); "The King's Demons" (1983); "Mawdryn Undead" (1983)Necreditat |
| 1992–2016 | EastEnders             | Lăptar / Michael                            | Necreditat 16 episodes, (Apariția finala)                                                                         |
| 1991      | Keeping Up Appearances | Om lângă recepție                           | Episod: "Golfing with the Major"                                                                                  |
| 1992      | Red Dwarf              | Hooded Horde                                | Episod: "Terrorform", Necreditat                                                                                  |
| 2008      | Harry Hill's TV Burp   | Slow Eastenders Extra                       | Serial de televiziune                                                                                             |

## Linkuri externe
- Michael Leader la Internet Movie Database